# Княжолуцька сільська рада
Княжолу́цька сільська́ ра́да — адміністративно-територіальна одиниця та орган місцевого самоврядування в Долинському районі Івано-Франківської області. Адміністративний центр — село Княжолука.

## Загальні відомості
- Територія ради: 18,06 км²
- Населення ради: 3041 особа (станом на 2001 рік)
- Територією ради протікає річка Свіча

## Населені пункти
Сільській раді підпорядковані населені пункти:
- с. Княжолука

## Склад ради
Рада складається з 14 депутатів та голови.
- Голова ради: Мальон Віктор Васильович
- Секретар ради:

### Керівний склад попередніх скликань
| Прізвище, ім'я, по батькові | Основні відомості | Дата обрання | Дата звільнення |
| --------------------------- | --- | ------------ | --------------- |
| Беляк Ігор Богданович       | Сільський голова, 1967 року народження, безпартійний                                                                          | 26.03.2006   | 15.03.2009      |
| Беляк Ігор Богданович       | Сільський голова, 1967 року народження, освіта вища, член Української Народної Партії                                         | 15.03.2009   | 31.10.2010      |
| Беляк Ігор Богданович       | Сільський голова, 1967 року народження, освіта вища, безпартійний                                                             | 31.10.2010   | 25.10.2015      |
| Мальон Віктор Васильович    | Сільський голова, 1967 року народження, освіта професійно-технічна, член політичної партії Всеукраїнське об'єднання «Свобода» | 25.10.2015   |                 |

Примітка: таблиця складена за даними сайту Верховної Ради України та ЦВК

### Депутати VII скликання
За результатами місцевих виборів 2015 року депутатами ради стали:

#### За суб'єктами висування
| Суб'єкт висування | Кількість обраних депутатів | %      |
| ----------------- | --------------------------- | ------ |
| Самовисування     | 14                          | 100.00 |

#### За округами
| № округу | Прізвище, ім'я, по батькові | Ким висунуто  | Дата нар.  | Освіта             | Партійна приналежність | Відомості                                    |
| -------- | --------------------------- | ------------- | ---------- | ------------------ | ---------------------- | -------------------------------------------- |
| 1        | Лютан Іван Миколайович      | Самовисування | 04.08.1981 | загальна середня   | безпартійний           | не працює                                    |
| 2        | Василишин Юрій Васильович   | Самовисування | 01.08.1977 | загальна середня   | безпартійний           | не працює                                    |
| 3        | Сасник Дмитро Іванович      | Самовисування | 06.07.1964 | середня спеціальна | безпартійний           | с. Княжолука, п/п                            |
| 4        | Сасник Михайло Олексійович  | Самовисування | 17.03.1954 | загальна середня   | безпартійний           | с. Княжолука, п/п                            |
| 5        | Дарвай Ярослав Іванович     | Самовисування | 13.05.1977 | середня спеціальна | безпартійний           | не працює                                    |
| 6        | Проців Іван Іванович        | Самовисування | 06.07.1956 | вища               | безпартійний           | Княжолуцька сільська рада, 1 заст. с. голови |
| 7        | Дякун Михайло Михайлович    | Самовисування | 14.07.1973 | середня спеціальна | безпартійний           | ЛВУМГ, машиніст                              |
| 8        | Могитич Іван Володимирович  | Самовисування | 24.01.1988 | вища               | безпартійний           | княжолуцька сільська рада, секретар          |
| 9        | Могитич Василь Васильович   | Самовисування | 18.09.1966 | загальна середня   | безпартійний           | м. Долина, п/п                               |
| 10       | Гайнюк Іван Васильович      | Самовисування | 02.09.1954 | вища               | безпартійний           | Долина, ГПЗ, оператор                        |
| 11       | Винник Олександр Остапович  | Самовисування | 23.05.1976 | вища               | безпартійний           | Долина, ВУВКГ, начальник очисних споруд      |
| 12       | Титиш Михайло Іванович      | Самовисування | 30.06.1967 | середня спеціальна | безпартійний           | не працює                                    |
| 13       | Титиш Володимир Іванович    | Самовисування | 01.02.1976 | середня спеціальна | безпартійний           | не працює                                    |
| 14       | Гриник Іван Петрович        | Самовисування | 15.01.1971 | загальна середня   | безпартійний           | Долина, цех УТТ, водій                       |